# فينياسي فوناكي
فاينياسي فوناكي (بالإنجليزية: Fineasi Funaki) هو سياسي من تونغا، شغل منصب وزير الصحة في حكومة فيليتي سيفيلي من عام 2006 حتى 2009.

## الحياة السياسية
في عام 2005، تم تعيين فوناكي وزيراً بدون حقيبة في حكومة فيليتي سيفيلي. وفي التعديل الوزاري في مايو 2006، تم تعيينه وزيراً للصحة. في نوفمبر 2007، أقرّت لجنة برلمانية بأنه قد استخدم أموالاً مخصصة للطلاب لصالح أغراضه الشخصية، لكن لم يتم اتخاذ أي إجراء رسمي ضده.
تعرضت فترة ولايته في وزارة الصحة لانتقادات بسبب نقص الكفاءة، مما أدى إلى إجراء تعديل وزاري آخر في أبريل 2008، حيث أُسندت إليه مساعدة وزير آخر لتقاسم مسؤوليات الوزارة. وفي يوليو 2009، تم استبداله في التعديل الوزاري.

## وفاته
توفي فوناكي في عام 2010.